# سیاه‌ماهی‌های روسیه
سیاه‌ماهی‌های روسیه (نام علمی: Dallia) نام یک سرده از تیره لجن‌ماهیان است.